# جبورندي قليل الأزهار
جبورندي قليل الأزهار (الاسم العلمي:Pilocarpus pauciflorus) هو نوع من النباتات يتبع جنس الجبورندي من الفصيلة السذابية.